# Pseuderesia paradoxa
Pseuderesia paradoxa är en fjärilsart som beskrevs av Schultze 1922. Pseuderesia paradoxa ingår i släktet Pseuderesia och familjen juvelvingar. Inga underarter finns listade i Catalogue of Life.